# Полум'я життя (фільм, 1923)
«Полум'я життя» (англ. The Flame of Life) — американський фільм режисера Гобарта Генлі 1923 року.

## У ролях
- Прісцилла Дін — Джоан Лоурі
- Роберт Елліс — Фергус Деррік
- Кетрін МакГуайр — Еліс Бархолм
- Воллес Бірі — Дон Лоурі
- Фред Кохлер — Спрінг
- Беатріс Бернем — Ліз
- Емметт Кінг — Бархолм
- Френкі Лі — Джуд
- Грейс Де Гарро — Мег
- Дороті Хейген — баронеса
- Евелін МакКой — Фаунтлерой